# 結晶点群
結晶点群（英: Crystallographic point group）とは、結晶において許される対称操作の集まりがつくる群（点群）のこと。ただしこの対称操作には並進操作は含まれない。結晶点群は32種類存在する。

## 分子と結晶の点群
一般に点群は分子対称性など有限サイズを考える場合に用いられることが多いが、結晶のような無限に続く構造に適用すると対称操作に制限が加わる。
有限サイズの図形の場合、その回転軸には制限は無い。たとえば正二十面体の場合は5回回転軸が存在する。しかし結晶のような周期的な構造の場合、許されるのは1回回転軸、2回回転軸、3回回転軸、4回回転軸、6回回転軸に限られ、5回回転軸などは存在し得ないことが分かっている。
このように回転軸を1回、2回、3回、4回、6回に制限して得られた点群を結晶点群と呼ぶ。

## 空間群と結晶点群
空間群Gの部分群である並進群Tは正規部分群であり、商群（または因子群、剰余群）G/Tは結晶点群と同型となっている。

## 記号
結晶点群は成分の対称性によって表され、結晶学者や鉱物学者、物理学者などによって幾つかの標準的な記号が使われている。

### シェーンフリース記号
シェーンフリース記号では、結晶点群は以下のように添字付きの文字として表される。
- Cn は巡回群に対して用いられ、n回回転軸を持つことを表している。Cnh は Cn の回転軸に対して垂直な面に鏡面があることを示し、Cnv は Cn の回転軸に対して平行な面に鏡面があることを示している。
- S2n は回映に対して用いられ、2n回回映軸を持つことを表している。
- Dn は二面体群に対して用いられ、n回回転軸に垂直な面にn二倍軸を持つことを表している。Dnh は n回回転軸に対して垂直な面に鏡面があることを示し、Dnd は平行な面に鏡面があることを示している。
- T は三角錐に対して用いられ、三角錐の対称性を持つことを示している。Td は回映を含み、T は回映を含まず、Th は T に反転が付加されたことを示す。
- O は八面体に対して用いられ、八面体の対称性を持つことを示している。Oh は回映を含んでいることを意味する。

| n   | 1       | 2   | 3   | 4   | 6   |
| --- | ------- | --- | --- | --- | --- |
| Cn  | C1      | C2  | C3  | C4  | C6  |
| Cnv | C1v=C1h | C2v | C3v | C4v | C6v |
| Cnh | C1h     | C2h | C3h | C4h | C6h |
| Dn  | D1=C2   | D2  | D3  | D4  | D6  |
| Dnh | D1h=C2v | D2h | D3h | D4h | D6h |
| Dnd | D1d=C2h | D2d | D3d | D4d | D6d |
| S2n | S2      | S4  | S6  | S8  | S12 |

D4d と D6d はnが8と12の回映を含むため、実際には存在し得ない。表の27の点群に T, Td, Th, O, Oh を加えて32の点群が構成される。

### ヘルマン・モーガン記号
ヘルマン・モーガン記号の略記号は結晶点群や空間群で用いられる。

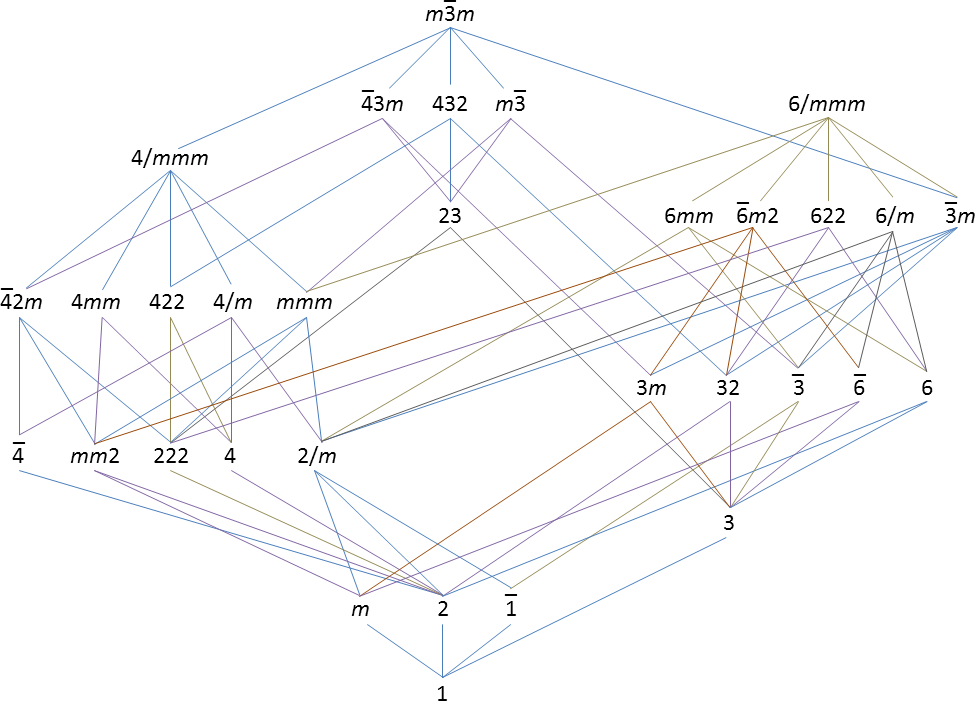
部分群としての包含関係を表すハッセ図。(さらに、群の位数が等しいものは同じ高さに配置してある。下から 1,2,3,4,6,8,12,16,24,48 。)

| 結晶系            | 群 | 群 | 群  | 群  | 群  | 群  | 群    |
| ----------------- | -- | -- | --- | --- | --- | --- | ----- |
| 立方晶系          | 23 | m3 |     | 432 | 43m | m3m |       |
| 六方晶系          | 6  | 6  | 6⁄m | 622 | 6mm | 6m2 | 6⁄mmm |
| 三方晶系          | 3  | 3  |     | 32  | 3m  | 3m  |       |
| 正方晶系          | 4  | 4  | 4⁄m | 422 | 4mm | 42m | 4⁄mmm |
| 単斜晶系 直方晶系 | 2  |    | 2⁄m | 222 | m   | mm2 | mmm   |
| 三斜晶系          | 1  | 1  |     |     |     |     |       |